# Caenopedina annulata
Caenopedina annulata is een zee-egel uit de familie Pedinidae.
De wetenschappelijke naam van de soort werd in 1940 gepubliceerd door Theodor Mortensen.